# Skånska kavalleriregementet
Skånska kavalleriregementet (K 2) var ett kavalleriförband inom svenska armén som verkade i olika former åren 1928–1942 och 1946–1952. Förbandsledningen var förlagd i Helsingborgs garnison i Helsingborg.

## Historik
Genom försvarsbeslutet 1925 beslutades att de tre skånska kavalleriregementena Skånska husarregementet (K 5), Skånska dragonregementet (K 6), och Kronprinsens husarregemente (K 7) skulle avvecklas och sammanföras den 1 januari 1928 till ett kavalleriregemente, Skånska kavalleriregementet (K 2). I och med genomförandet av 1925 års försvarsbeslut bröts väsentliga delar av det tidigare rangordningssystemet sönder. Detta skedde genom att truppförband med höga stamnummer flyttades in i låga nummer som blivit vakanta efter avvecklade eller sammanslagna regementen och därvid även fick tillgodoräkna rang i enlighet med platsen i nummerserien. Skånska kavalleriregementet övertog från den 1 januari 1928 det nummer som Livregementets dragoner innehaft, det vill säga K 2. 
Den 1 oktober 1942 omorganiserades regementet till ett pansarregemente, och antog namnet Skånska pansarregementet (P 2). Kvar blev en kavalleriskvadron i Ljungbyhed, vilken överfördes den 1 oktober 1943 som ett detachement till Livregementets husarer (K 3). Då det ansågs förenat med vissa fördelar att utnyttja de frilagda förläggningslokalerna i Helsingborg, beslöts att Skånska kavalleriregementet skulle återuppsättas inom kavalleriets befintliga kader av personal och hästar. Den 1 april 1946 återuppsattes Skånska kavalleriregementet (K 2) i Helsingborg, nu som ett helt nytt förband. Stommen i det nya förbandet hämtades från den kavalleriskvadron i Ljungbyhed som 1943 tillförts Livregementets husarer (K 3). Kavalleriskvadron i Ljungbyhed avskildes den 30 september 1945 från Livregementets husarer (K 3), och bildade den 1 oktober 1945 embryot till det nya regementet. Den 6 maj 1946 hölls i Ljungbyhed en ceremoni över det nya regementet. Den 1 april 1946 återuppsattes regementsstaben, och den 1 oktober 1947 tillfördes en mobiliseringscentral i Ljungbyhed från Skånska pansarregementet (P 2).
Inför försvarsbeslutet 1948 föreslog försvarskommittén att armén skulle reduceras med två kavalleriregementen, Livregementet till häst och Skånska kavalleriregementet. Dock kom enbart Livregementet till häst att utgå ur fredsorganisationen. År 1951 föreslog regeringen för riksdagen om en begränsning av arméns fredsorganisation, vilket innebar att Norrbottens artillerikår (A 5), Skånska kavalleriregementet (K 2), Göta trängregementes kompani i Nora (T 2 N) och Öresunds marindistrikt (MDÖ) skulle avvecklas och upplösas. Regeringens förslag antogs av riksdagen och därmed skulle Skånska kavalleriregementet upplösas under budgetåret 1952/1953, för att ersättas med en mobiliseringscentral. Regementets cykelkontingent beslutades förläggas till Södra skånska infanteriregementet i Ystad, medan ryttarkontingenten skulle förläggas till Livregementets husarer.
Den 30 juni 1952 avvecklades och upplöstes regementet. Befälskadern vid regementet överfördes till två detachement underställda chefen för Livregementets husarer, vilka förlades till Borås respektive Ystad. I Borås kom befälen att placeras vid en cykelkavallerikontingenten ur Livregementets husarer. I Ystad kom befälen att placeras vid en cykelkavallerikontingent. Den 30 juni 1956 avvecklades de båda skvadronerna.

## Förläggningar och övningsplatser
När regementet bildades, övertogs den förläggning som Skånska husarregementet (K 5) haft, Berga kasern, i Helsingborg. När regementet omorganiserades till ett pansarregemente, beslutades det att förlägga det till Hässleholms garnison. Detta då Helsingborgstrakten inte medgav tillräckligt utrymme eller eljest var lämplig för ett pansarregementes övningar. När sedan regementet sattes upp på nytt 1946 kom det till en början vara lokaliserat på Ljungbyhed. När regementsstaben organiserades 1946, kom den från den 1 april 1946 vara samlokaliserad med staben för Helsingborgs försvarsområde (Fo 13) på Järnvägsgatan 25 i Helsingborg. Den 1 oktober 1945 påbörjades inflyttning i kasernområdet, då skvadronen från Ljungbyhed flyttade in till Helsingborg. Inflyttningen löpte parallellt med utflyttningen av Skånska pansarregementet. Den 1 oktober 1947 hade Skånska kavalleriregementet flyttat in helt i Helsingborg och Skånska pansarregementet hade helt omlokaliserats till Hässleholm. Efter att regementet avvecklades den 30 juni 1952 kom kasernområdet den 1 december 1956 att övergå i Fångvårdsstyrelsens regi.

## Heraldik och traditioner
Vid sammanslagningen 1928 överfördes Skånska husarregementets standar till Skånska kavalleriregementet. Stadarets hitsida visar: på gul duk Oscar II:s krönta namnchiffer i guld och därunder inskriften 18 20/6 85. Frånsidan visar: på gul duk ett rött avslitet griphuvud krönt med en öppen krona av guld, i en cirkel runt griphuvudet segernamn i gult - Landskrona 1677, Pultusk 1703, Posen 1704, Fraustadt 1706. Vid flytten till Hässleholm överfördes standaret till Skånska pansarregementet, men då förbandets återskapats fördes standaret tillbaka. Standaret förs numera av Södra skånska regementet (P 7).
Traditionsbärare till de tre skånska kavalleriregementena Skånska husarregementet (K 5), Skånska dragonregementet (K 6), och Kronprinsens husarregemente (K 7) blev till en början Skånska kavalleriregementet. Då regementet omorganiserades till ett pansarregemente och Skånska kavalleriregementet sedan uppsattes på nytt blev det nya Skånska kavalleriregementet traditionsbärare till de tre kavalleriregementena. Efter att Skånska kavalleriregementet avvecklades kom Skånska dragonregementet (P 2) föra dess traditioner vidare. År 1965 blev regementet även traditionsbärare för de tre ursprungliga skånska kavalleriregementena. Sedan den 1 juli 2000 bevaras regementets minne av Södra skånska regementet (P 7).

## Förbandschefer
Regementschefer verksamma åren 1928–1942 och 1949–1952.

- 1928–1935: Gustav Lewenhaupt
- 1935–1937: Henrik Palmstierna
- 1937–1942: Åke Hök
- 1946–1949: Åke Hök
- 1949–1952: Carl Henrik Wrede

## Namn, beteckning och förläggningsort
| Kungl. Skånska kavalleriregementet | 1928-01-01 | – | 1942-09-30 |
| Kungl. Skånska kavalleriregementet | 1946-04-01 | – | 1952-06-30 |

| K 2 | 1928-01-01 | – | 1942-09-30 |
| K 2 | 1946-04-01 | – | 1952-06-30 |

| Helsingborgs garnison (F) | 1928-01-01 | – | 1942-09-30 |
| Ljungbyhed (F)            | 1945-10-01 | – | 1946-03-31 |
| Helsingborgs garnison (F) | 1946-04-01 | – | 1952-06-30 |

## Galleri

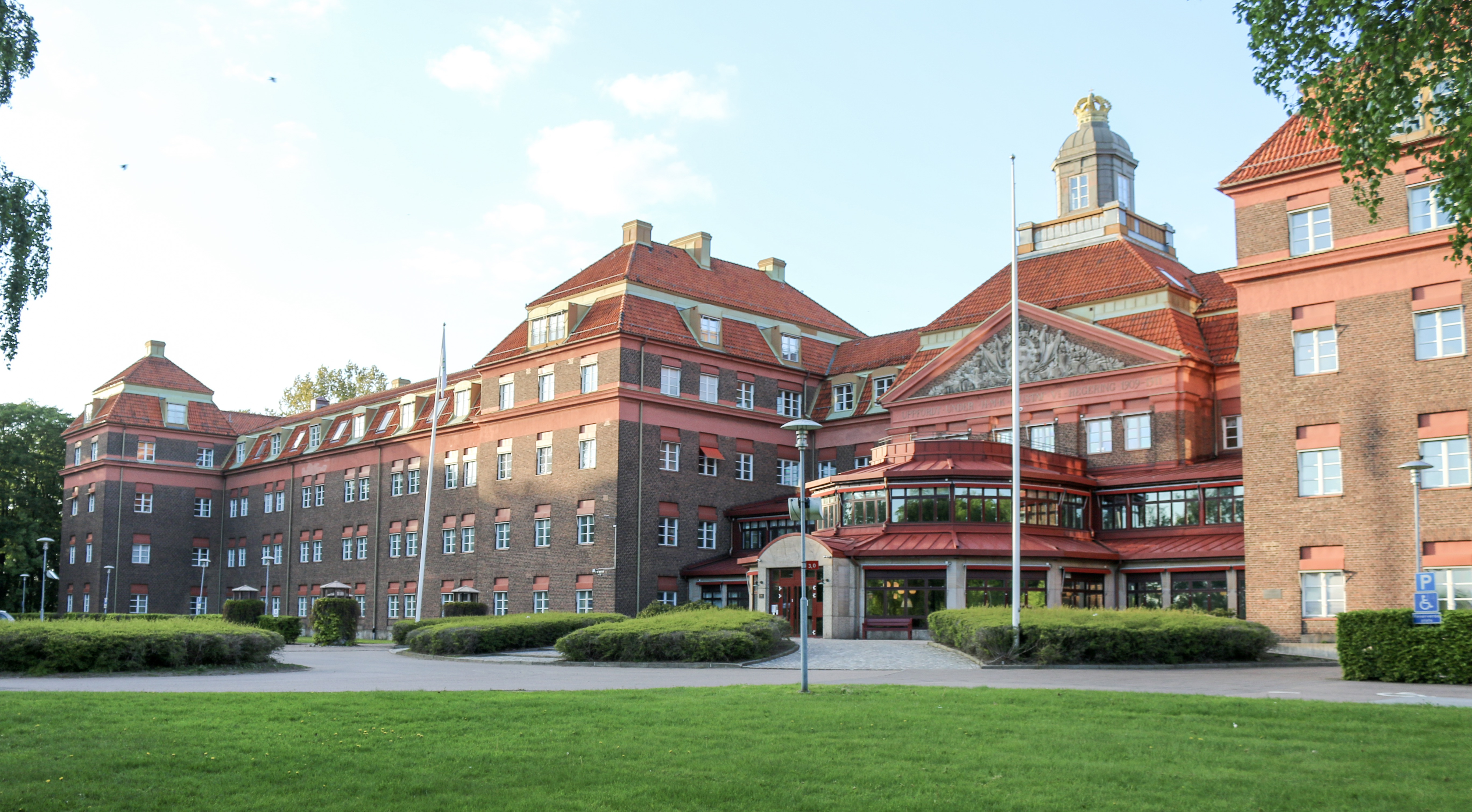
Berga kasern 2015.
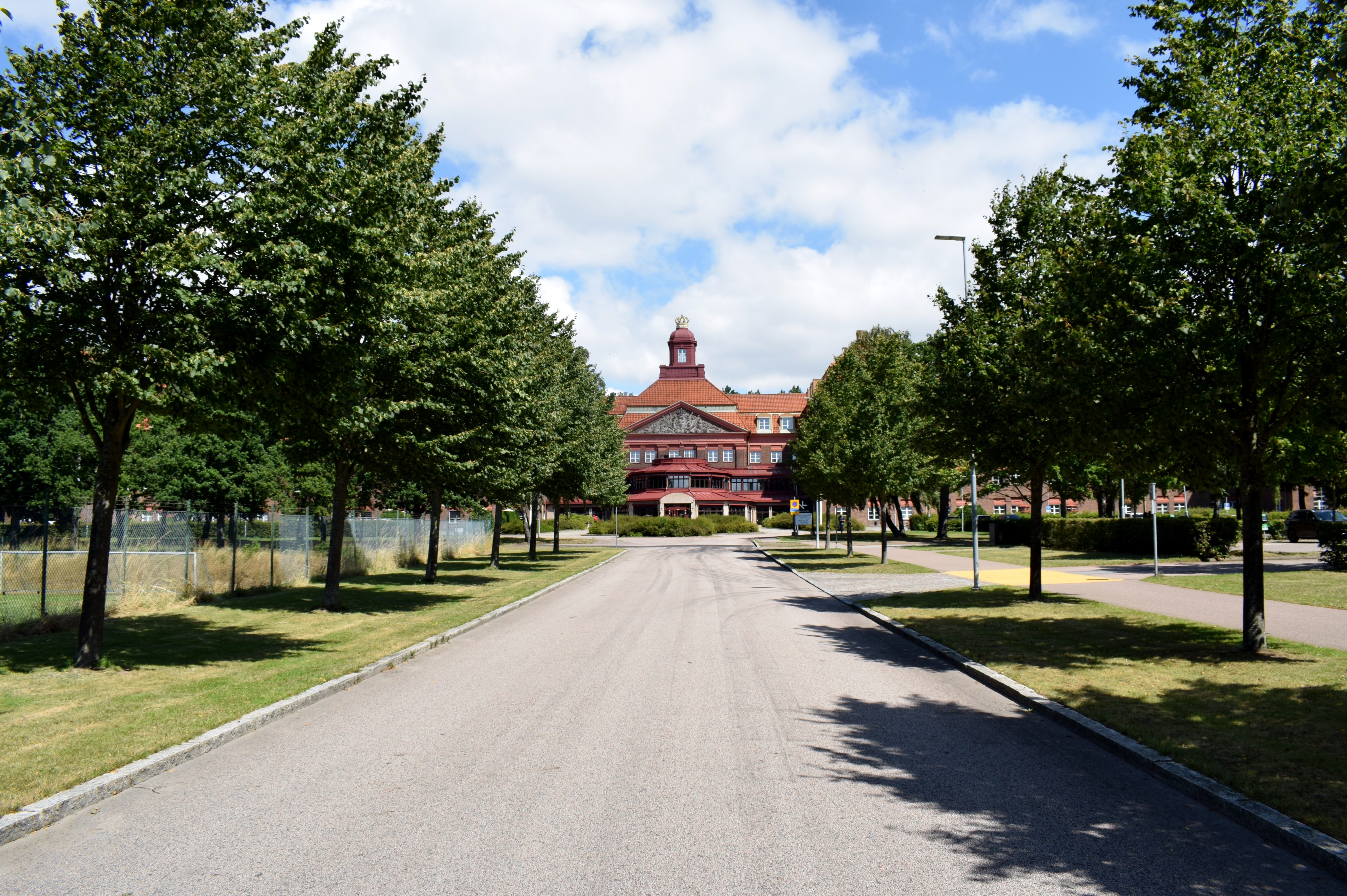
Berga allé, Helsingborg.
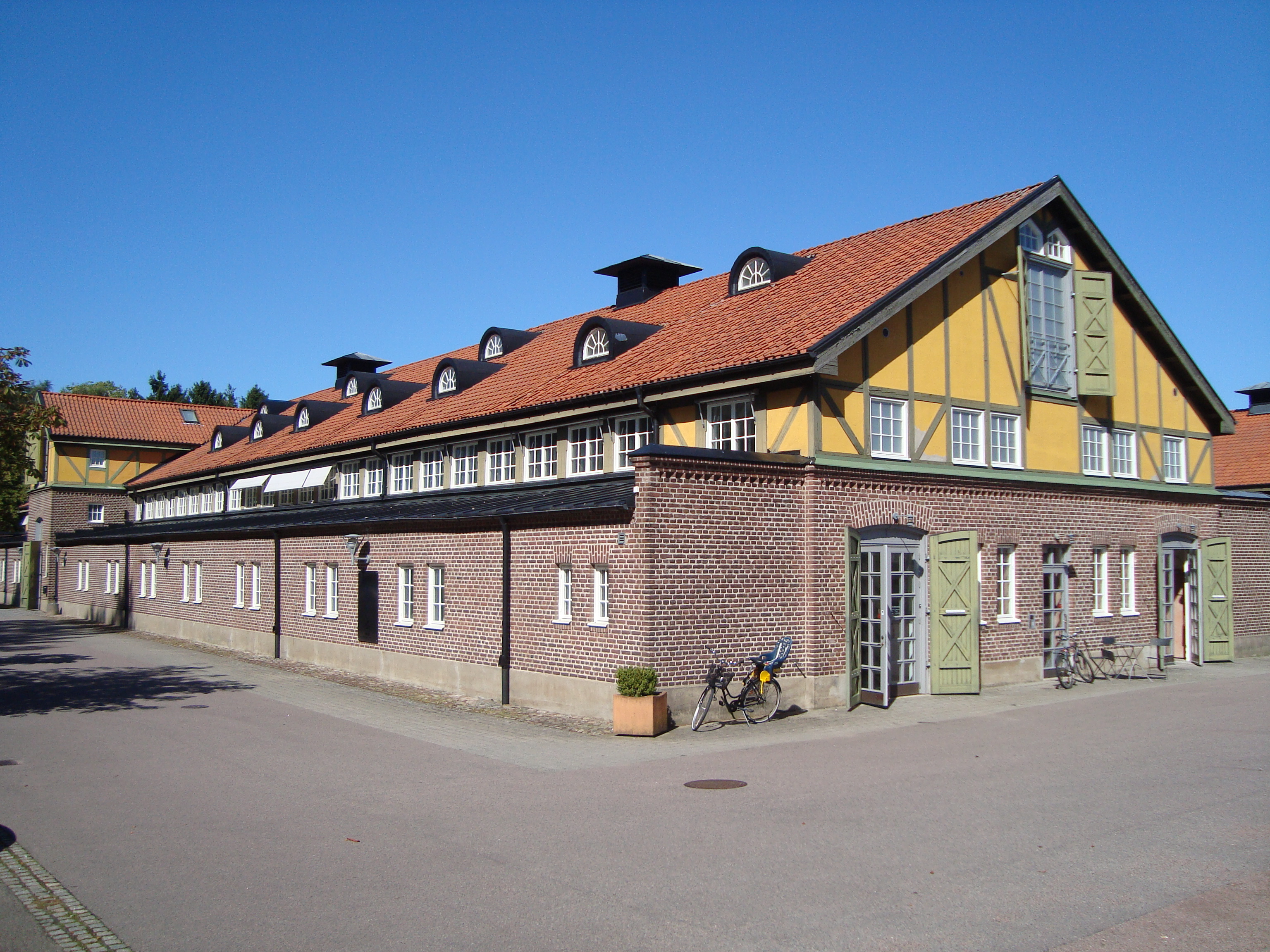
Ridhuset vid Berg.
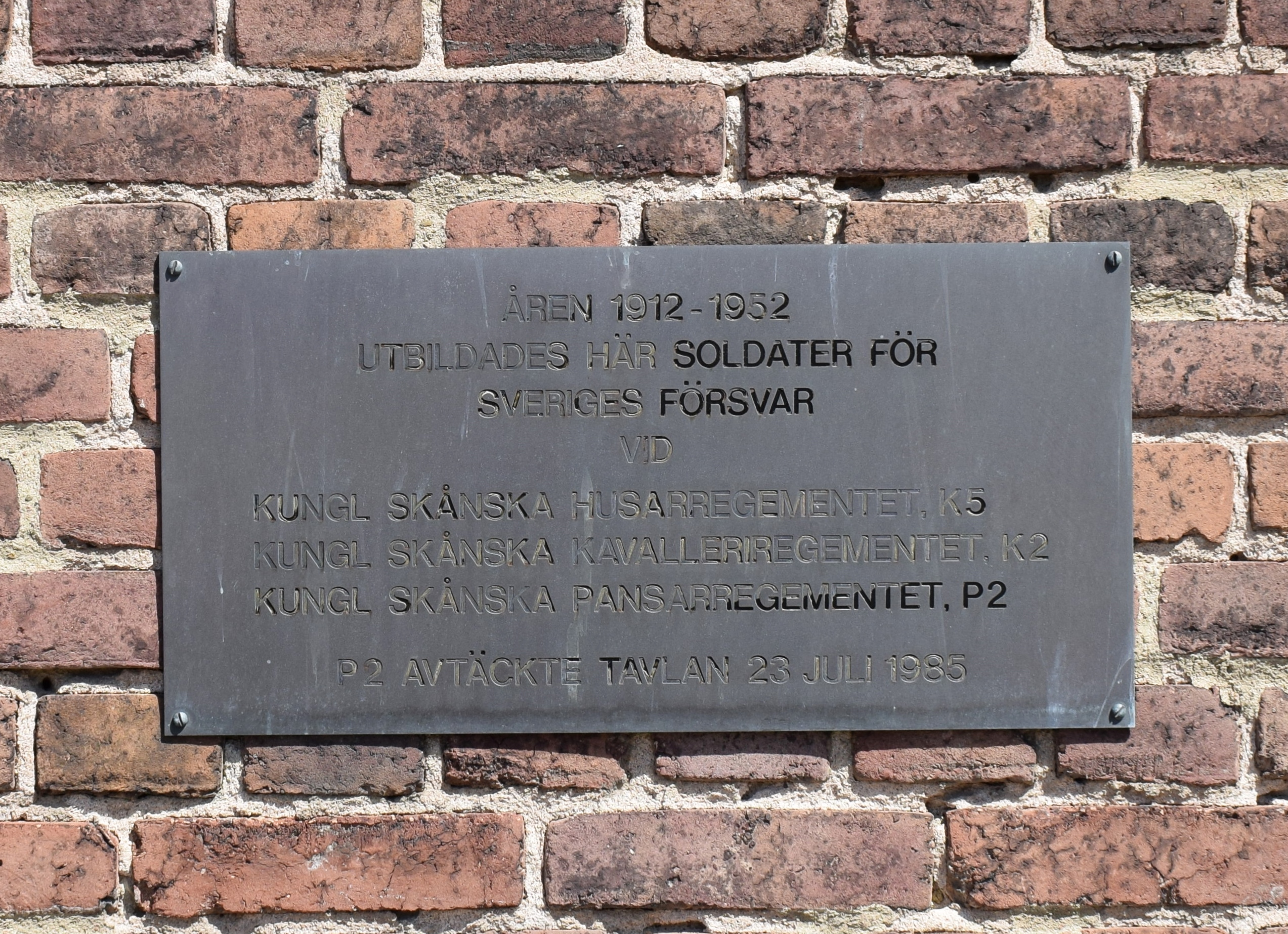
Minnesskylt på kasernen.
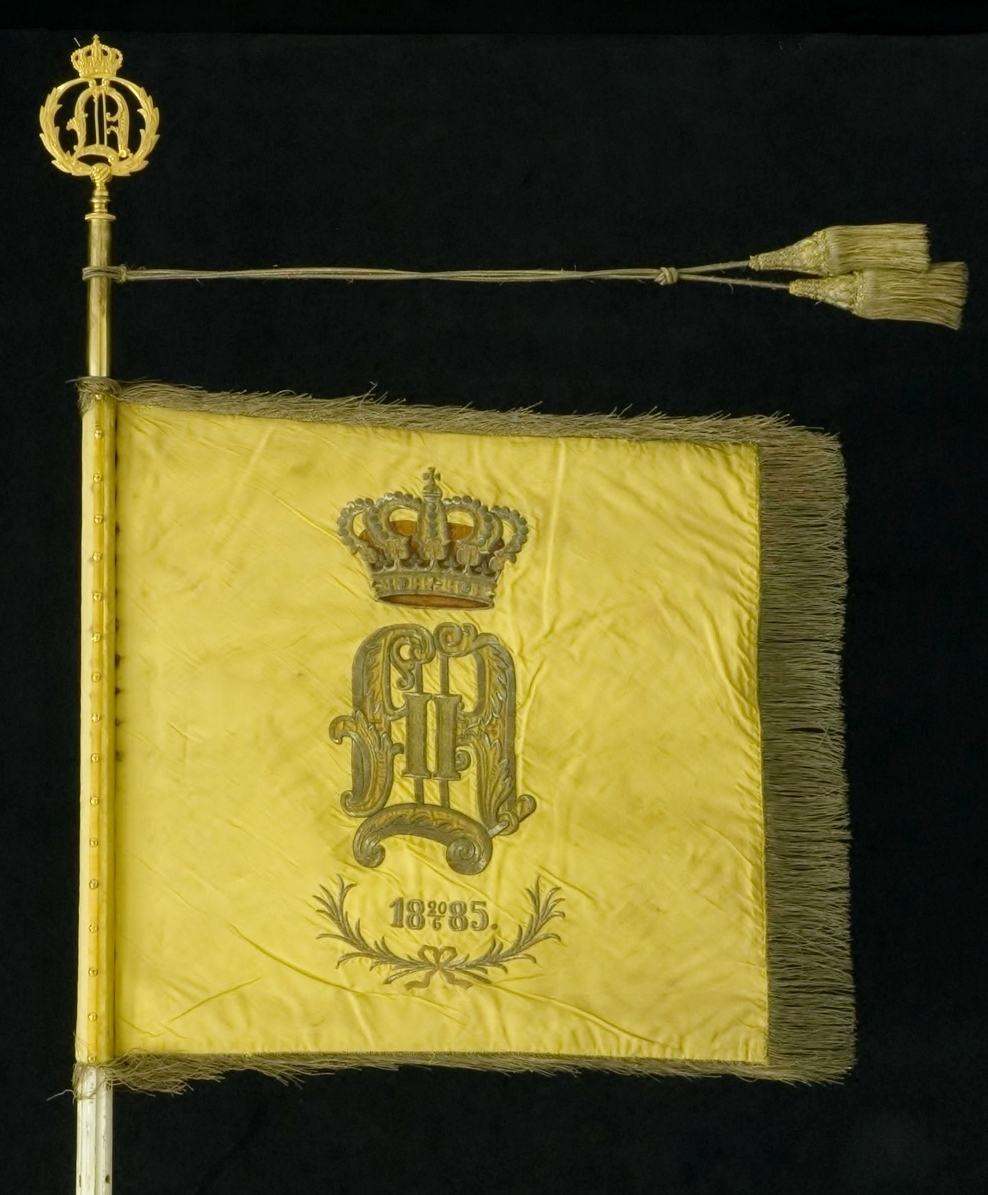
Skånska kavalleriregementets standar (åtsida).
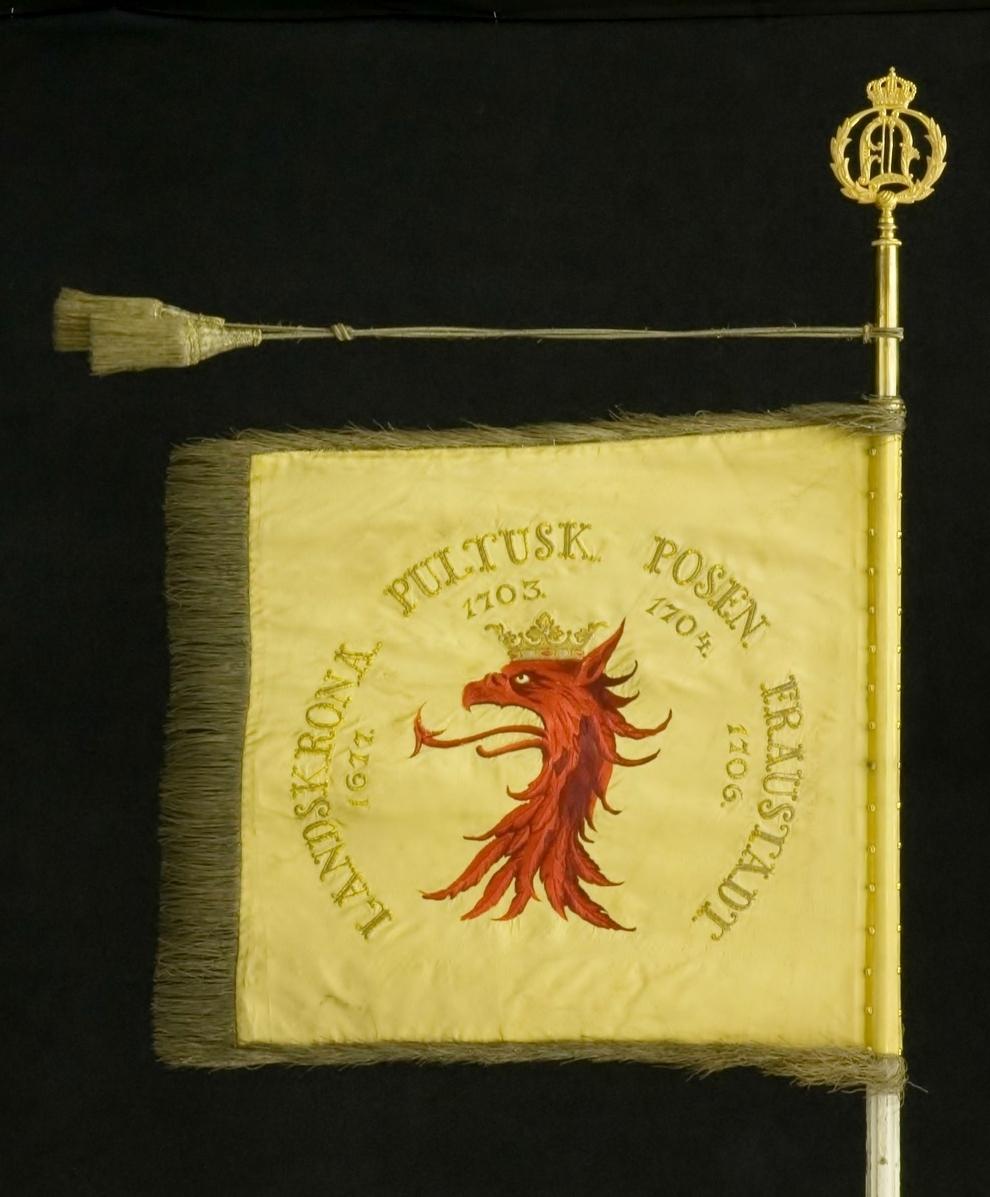
Skånska kavalleriregementets standar (frånsida).
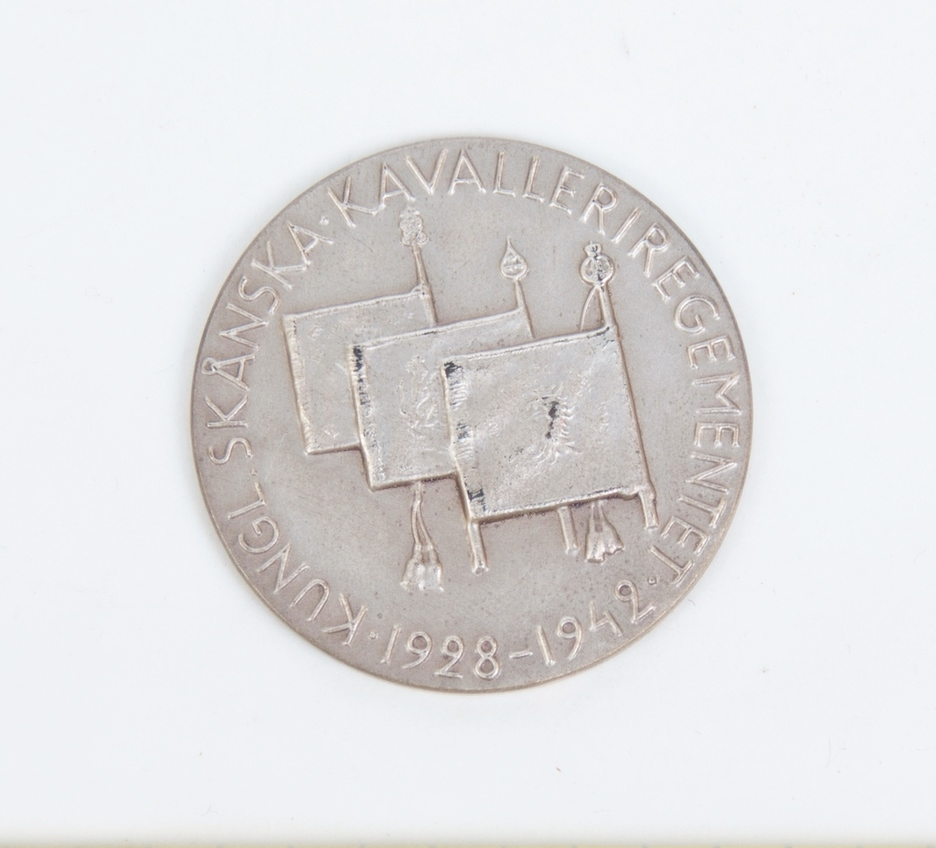
Medalj i silver för Skånska kavalleriregementet åren 1928–1942.
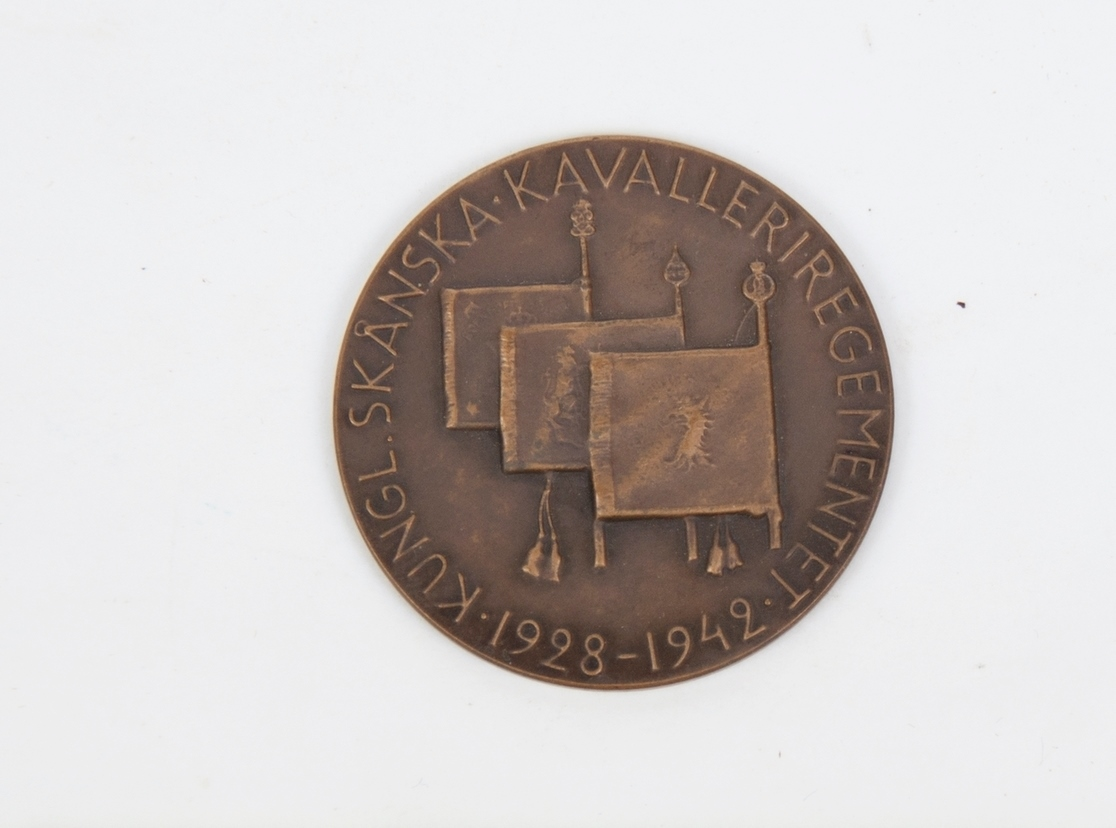
Medalj i brons för Skånska kavalleriregementet åren 1928–1942.